# Episodi di Chico and the Man (prima stagione)
La prima stagione della serie televisiva Chico and the Man è stata trasmessa in anteprima negli Stati Uniti d'America dalla NBC tra il 13 settembre 1974 e il 14 marzo 1975.
| nº | Titolo originale              | Titolo italiano | Prima TV USA      | Prima TV Italia |
| -- | ----------------------------- | --------------- | ----------------- | --------------- |
| 1  | Pilot                         |                 | 13 settembre 1974 |                 |
| 2  | Second Thoughts               |                 | 20 settembre 1974 |                 |
| 3  | Old Dog                       |                 | 27 settembre 1974 |                 |
| 4  | New Suit                      |                 | 4 ottobre 1974    |                 |
| 5  | Borrowed Trouble              |                 | 11 ottobre 1974   |                 |
| 6  | E Pluribus Used Car           |                 | 25 ottobre 1974   |                 |
| 7  | Lifestyle                     |                 | 1º novembre 1974  |                 |
| 8  | The Veterans                  |                 | 8 novembre 1974   |                 |
| 9  | No Room in the Garage         |                 | 15 novembre 1974  |                 |
| 10 | The Letter                    |                 | 6 dicembre 1974   |                 |
| 11 | Natural Causes                |                 | 20 dicembre 1974  |                 |
| 12 | The Manuel Who Came to Dinner |                 | 27 dicembre 1974  |                 |
| 13 | Garage Sale                   |                 | 3 gennaio 1975    |                 |
| 14 | Out of Sight                  |                 | 17 gennaio 1975   |                 |
| 15 | The Beard                     |                 | 24 gennaio 1975   |                 |
| 16 | If I Were a Rich Man          |                 | 31 gennaio 1975   |                 |
| 17 | Ed Steps Out                  |                 | 7 febbraio 1975   |                 |
| 18 | Sammy Stops In                |                 | 14 febbraio 1975  |                 |
| 19 | The Doctor Story              |                 | 21 febbraio 1975  |                 |
| 20 | The Giveaway                  |                 | 28 febbraio 1975  |                 |
| 21 | Louie's Retirement            |                 | 7 marzo 1975      |                 |
| 22 | Long Live the Man             |                 | 14 marzo 1975     |                 |